# کشتی آماتور
کُشتی آماتور گونه‌ای از ورزش کشتی است که در سطح المپیک، دانشگاهی (کالج)، مدرسه‌ای و سایر سطوح انجام می‌شود. دو سبک کُشتی بین‌المللی در بازی‌های المپیک اجرا می‌شود، سبک آزاد و فرنگی (یونانی-رومی) که هر دو این‌ها توسط اتحادیه جهانی کشتی (UWW) اداره می‌شوند. این دو سبک با نام کشتی آماتور از کشتی‌های محلی متمایز هستند و در برابر گونه‌های دیگر کشتی ترکیبی با ورزش‌های رزمی، همچون کشتی حرفه‌ای (کج)، قرار می‌گیرند.
افزایش سریع محبوبیت ورزش‌های مرتبط با هنرهای رزمی ترکیبی (MMA) علاقه به کشتی آماتور را افزایش داد زیرا فنون این رشته هم در ورزش‌های ترکیبی کاربردی است و هم به عنوان یک رشته اصلی مطرح است.

## امتیاز دهی
سبک فرنگی و آزاد در دایرهٔ اختیارات ورزشکاران و اعمال مجازشان، متفاوت هستند. در فرنگی، کشتی گیران مجاز به لمس و استفاده از نیم‌تنهٔ بالایی حریف هستند ولی در سبک آزاد چنین محدودیتی وجود ندارد. در هر دو سبک فرنگی و سبک آزاد می‌توان به روش‌های زیر امتیاز کسب کرد:
- خاک کردن (Takedown): کشتی‌گیر از حالت سرپا به وضعی می‌رسد که بر حریف خود کنترل یابد.
- واژگون کردن (Reversal): کشتی‌گیر از حالت دفاعی به حریف کنترل پیدا کند.
- پشت به خاک رساندن (Exposure): کشتی‌گیری بتواند پشت حریف خود را به تشک بزند، حتی اگر پشت حریف به تُشک بخورد اما کشتی‌گیر نتواند او را در این حالت نگهدارد، باز هم امتیاز دریافت می‌کند.
- جریمه (Penalty): تخلفات مختلف (مثلا ضربه زدن به حریف، حرکات وحشیانه یا قصد آسیب رساندن، گرفتن انگشتان به شکل غیرقانونی و…) (طبق تغییرات ۲۰۰۴–۲۰۰۵ در سبک‌های بین‌المللی، کشتی گیر که حریفش تایم اوت مصدوم می‌گیرد یک امتیاز دریافت می‌کند، مگر اینکه کشتی گیر آسیب دیده خونریزی داشته باشد).[۲] همچنین هر کشتی‌گیر در طول مسابقه ایستاده در حالی که در موقعیتی که برتری با کسی نیست، از محدوده تشک خارج شود، با دادن یک امتیاز به حریف خود جریمه می‌شود.[۲]

### امتیازاتی که فقط در کشتی دانشگاهی تعلق می‌گیرد
همان‌طور که در سبک‌های بین‌المللی مرسوم است، در کشتی کالج هم کشتی‌گیران برای خاک و واژگون کردن حریفان امتیاز می‌گیرند. در جریمه‌ها میان کشتی مرسوم و کشتی دانشگاهی اختلاف‌هایی وجود دارد. همچنین کشتی دانشگاهی امتیازاتی را برای موارد زیر اعطا می‌کند:
- نزدیک به ضربه: کشتی‌گیر اگر فقط برای چند ثانیه شانه‌ها یا کتف حریف را به تشک بزند، حتی اگر منجر به ضربه شدن نشود، امتیاز می‌گیرد.
- مزیت زمانی یا اخطار کم‌کاری: در سطح دانشگاهی، به کشتی‌گیری که بیشتر طول بازی را نسبت به حریف خود برتر باشد، یک امتیاز تعلق می‌گیرد؛ مشروط بر اینکه اقلاً دو کشتی گیر با یک دقیقه فاصله به این امتیاز برسند.
- فرار: کشتی‌گیر که از موقعیت دفاعی به سرپا برسد. این گزینه دیگر راهی برای گرفتن امتیاز در سبک آزاد یا فرهنگی محسوب نمی‌شود.

## قالب دوره

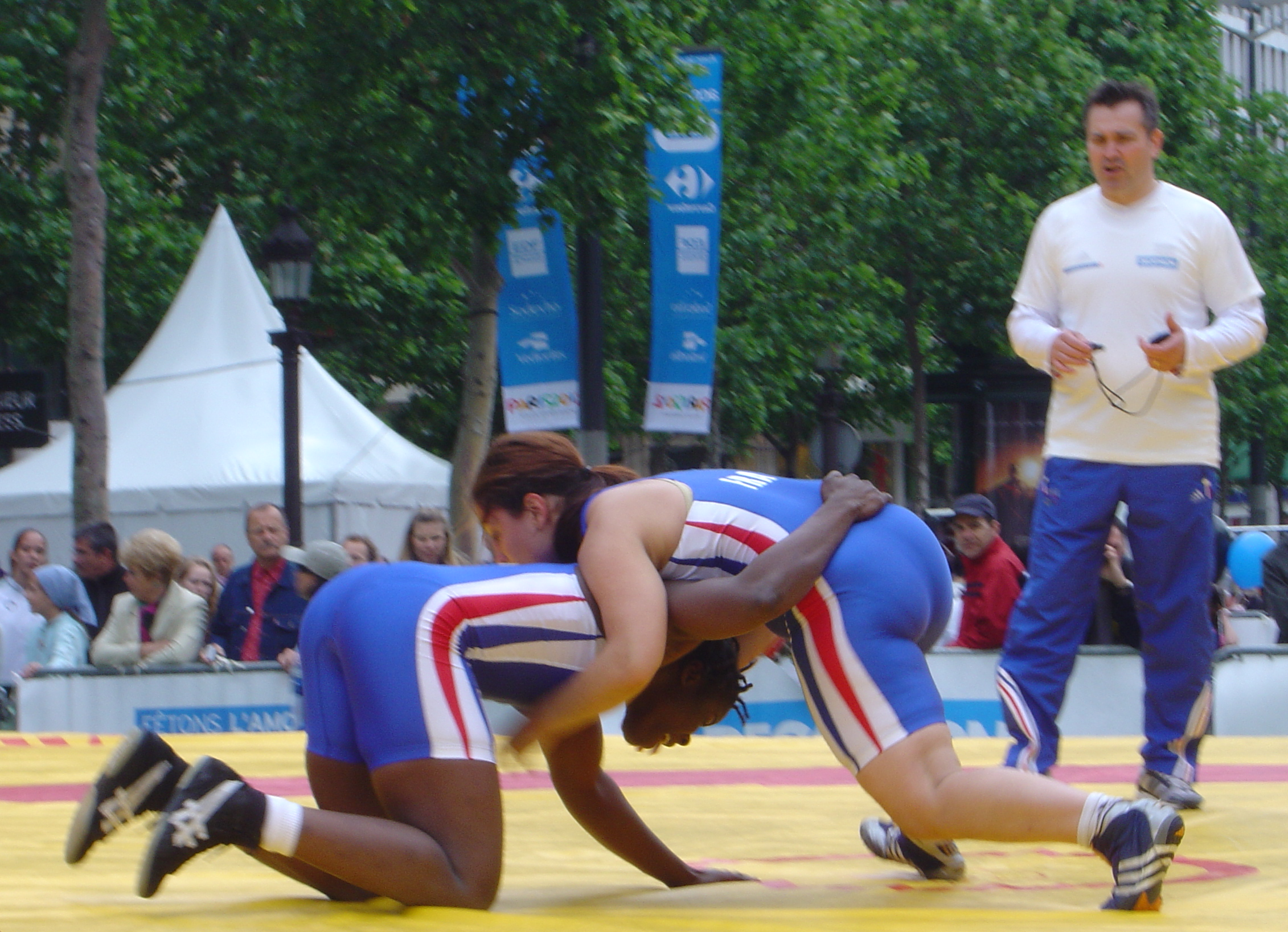
کشتی آزاد بانوان

در سبک‌های بین‌المللی، اکنون قالب مسابقات کشتی به صورت دو راند سه دقیقه‌ای برگزار می‌شوند. یک کشتی گیر زمانی برنده مسابقه می‌شود که بتواند در پایان مسابقه مجموع امتیاز بیشتری نسبت به حریف خود کسب کند، یا اختلاف امتیاز را به عدد دَه برساند. همچنین با «ضربه شدن»، مصدومیت جدی، یا محرومیت انضباطی (دیس‌کالیفه) مسابقه می‌تواند آنی خاتمه یابد؛ در غیر این چهار حالت، بازی بایستی تا پایان وقت مقرر ادامه یابد.
این فرمت جایگزین فرمت قدیمی سه دوره دو دقیقه ای شد که برنده در آن بایستی دو راند را می‌برد. یکی از نقاط ضعف فرمت قدیمی این بود که کشتی گیر کم‌کار می‌توانست از حریف پیشی بگیرد. به عنوان مثال، راندها ممکن بود ۳–۲، ۰–۴، ۱–۰ امتیازدهی شوند که منجر به امتیاز کلی ۴–۶ می‌شد، اما کشتی‌گیری که تنها چهار امتیاز کسب کرده بود، با برنده شدن در دو وقت پیروز مسابقه اعلام می‌شد.
در کشتی دانشگاهی (کالج) ساختار زمانی متفاوت است. یک مسابقه کالج شامل یک‌وقت سه دقیقه‌ای است که به دنبال آن دو وقت دو دقیقه‌ای و در صورت لزوم یک‌وقت اضافه گرفته می‌شود. یک مسابقه دبیرستانی معمولاً شامل سه وقت دو دقیقه ای است که در صورت لزوم یک‌وقت اضافه هم شامل آن می‌شود.

## شرایط پیروزی

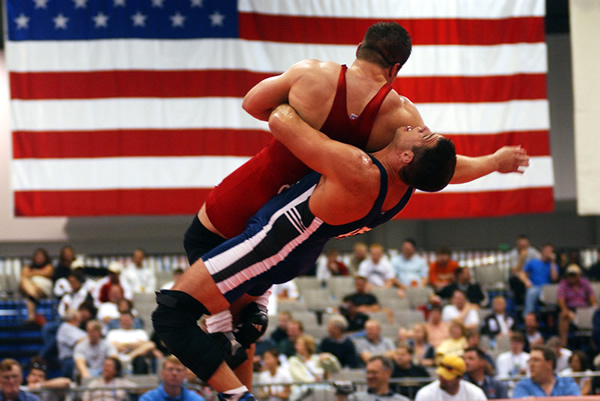
کشتی گیران در یک مسابقه فرنگی.

یک مسابقه را می‌توان به روش‌های زیر برد:
- ضربه فنی: ضربه کردن حریف زمانی اتفاق می‌افتد که یک کشتی‌گیر بتواند هر دو شانه حریف خود را به‌طور همزمان روی تشک نگه دارد یا اصطلاحاً پشتش را به خاک بمالد.[۵]
- برتری فنی: برگرفته از قانون رحم است؛ زمانی که اختلاف دو ورزشکار فاحش باشد، موجب خاتمهٔ سریع‌تر بازی می‌شود. هر وقت اختلاف امتیاز حریفان، در کشتی سبک آزاد به ۱۰ امتیاز و در سبک فرنگی به ۸ امتیاز رسید، برنده تعیین می‌شود. در ایالات متحده آمریکا با توجه به اصطلاحات مربوط به کشتی سنتی خود، این امتیاز را «ضربه فنی» می‌نامند که رسماً صحیح نیست.[۶]
- داوری
- حالت پیش‌فرض: اگر یک کشتی‌گیر به هر دلیلی نتواند به شرکت ادامه دهد یا بعد از اینکه نامش سه بار قبل از شروع مسابقه خوانده شد در تشک حاضر نشود، حریف او به‌طور پیش‌فرض برنده مسابقه اعلام می‌شود و عدم حضور کشتی‌گیر به منزلهٔ انصراف و کنار کشیدن اوست.[۳]
- آسیب دیدگی: اگر یکی از کشتی گیران آسیب ببیند و نتواند ادامه دهد، کشتی گیر دیگر برنده اعلام می‌شود. این همچنین به عنوان نقص پزشکی یا آسیب پیش فرض نیز نامیده می‌شود. این اصطلاح همچنین شرایطی را در بر می‌گیرد که کشتی گیر بیمار شود، تایم اوت‌های زیادی برای مصدومیت بگذارند یا به‌طور غیرقابل کنترل خونریزی کند. اگر کشتی‌گیر در اثر مانور غیرقانونی حریف آسیب ببیند و نتواند ادامه دهد، کشتی گیر مقصر محروم (رد صلاحیت) می‌شود.[۷]
- رد صلاحیت (دیس‌کالیفه): به‌طور معمول، اگر یک کشتی گیر به دلیل زیر پا گذاشتن قوانین سه بار اخطار احتیاط بگیرد، دیسکالیفه می‌شود. تحت شرایط دیگر، مانند خشونت آشکار، مسابقه ممکن است بلافاصله پایان یابد و کشتی‌گیر از مسابقات محروم و از رقابت‌ها حذف شود.[۸]

## حرکات غیرقانونی

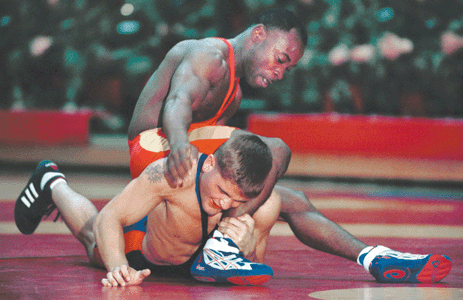
پیچ و تاب حریفان در کشتی

کشتی آماتور شکلی از گلاویز شدن مبتنی بر موقعیت است و بنابراین به‌طور کلی موارد زیر را ممنوع می‌کند:
- گاز گرفتن
- نیشگون گرفتن یا ضربه زدن با انگشتان دست، انگشتان پا یا ناخن، از جمله قلاب کردن دست در بینی یا دهان حریف
- خراش دادن یا خاراندن عمدی حریف؛ به خصوص خراش بر چشم زمینه‌ای برای محرومیت و جریمه در بیشتر مسابقات کشتی آماتور است.
- ضربه زدن با چک زدن، مشت، آرنج، پا، زانو یا سر
- قفل مفاصل، از جمله قفل بازو، قفل پا، قفل ستون فقرات، قفل مچ دست و دستکاری مفاصل کوچک
- خفه کردن به هر نحوی
- آبشاری کوبیدن حریف: بلند کردن و کوبیدن حریف با سر به تشک (اگرچه سایر اشکال ضربه زدن به‌طور کلی در سبک‌های بین‌المللی مجاز است؛ در کشتی دانشگاهی، کوبیدن حریف به خودی خود غیرقانونی است)
- گرفتن یا نگه داشتن اندام تناسلی حریف
- استفاده از قیچی مثلثی روی سر (جایی که یک زانو با زاویه ۹۰ درجه خم شده و پشت زانوی دیگر قرار می‌گیرد). قیچی را می‌توان روی بدن یا اندام‌ها استفاده کرد، در حالی که فیگور ۴ آن از سال ۲۰۱۱ کاملاً غیرقانونی شده است.
- بیشتر انواع کشتی‌های آماتور استفاده از لباس خود یا حریف را برای کشیدن یا هر نوع نگه داشتن، منع یا ممنوع می‌کنند.
- کفتربند: زمانی که هر دو بازو زیر هر دو ساعد یا بازوی حریف و هر دو دست پشت گردن یا سر او باشد؛ البته تحت شرایطی، در کشتی مردان اگر به پهلو انجام شود و سر به پایین خم نشود، قانونی است.

## تجهیزات

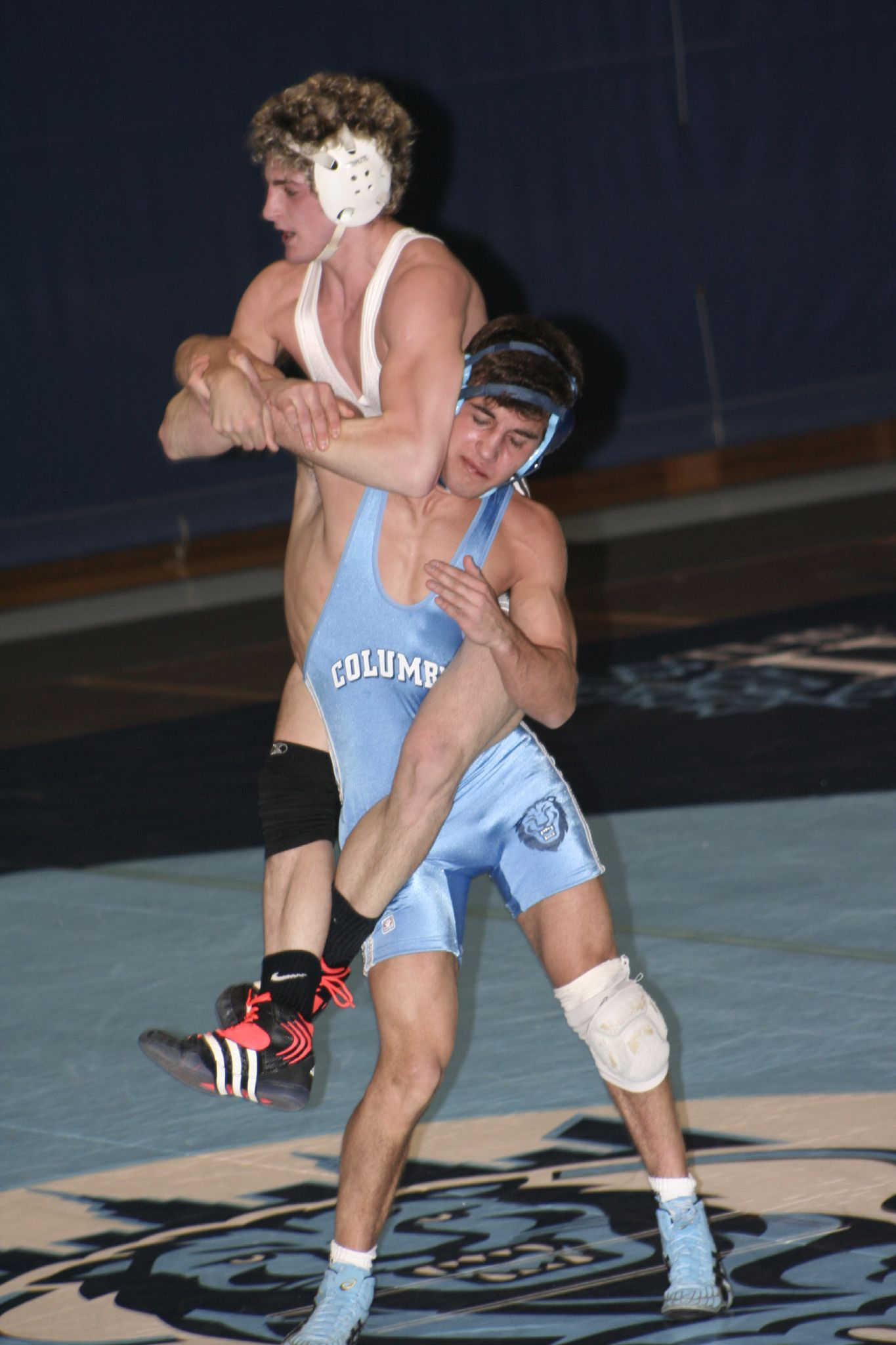
کشتی گیران دانشگاهی در آمریکا بایستی از تجیهزات گوش و سر استفاده کنند.

در حالی که تجهیزات زیادی برای کشتی وجود ندارد که یک کشتی گیر بپوشد، اما هنوز هم البسهٔ آن بسیار اختصاصی است. دوبندهٔ کشتی یک یونیفرم یک تکه، چسبان، رنگی و لاکرا است. لباس محکمی است تا به‌طور تصادفی توسط حریف پاره نشود و به داور این امکان را می‌دهد که لمس کردن بدن کشتی گیران با تشک را به وضوح ببیند. زنان کشتی گیر علاوه بر پوشیدن دوبنده‌ای که چاک آن بالاترست، معمولاً از سوتین ورزشی هم زیر آن استفاده می‌کنند.
کفش‌های کشتی نوعی کفش‌های کتانی سبک، انعطاف‌پذیر، با کف نازک هستند که تا مچ پا هستند که حداکثر سرعت و کشش را روی تشک می‌دهند، بدون اینکه حفاظت روی مچ پا را نادیده بگیرند. قوانین فعلی ملزم به خوب گره زدن بند کفش است تا حین مسابقه باز نشود.
در دبیرستان‌ها و کالج‌های آمریکایی حفاظت از سر حین کشتی برای محافظت از گوش در برابر پدیدهٔ گوش گل‌کلم و سایر آسیب‌ها اجباری است. هدگیر آن‌ها از پلیمر پلاستیکی قالب‌گیری شده یا فوم جذب‌کننده انرژی با روکش وینیل روی یک آستر سخت و محکم ساخته شده و به سر محکم بسته می‌شود. در بازی‌های بین‌المللی، استفاده از این هدگیر اختیاری است.
کشتی بر روی یک تشک بالشتکی انجام می‌شود که باید دارای کیفیت جذب ضربه، مقاومت در برابر پارگی و فشار باشد. بیشتر تشک‌ها از فوم نیتریل لاستیک پی وی سی ساخته شده‌اند. پیشرفت‌های اخیر در فناوری، تشک‌های جدیدی را به وجود آورده است که با استفاده از فوم پلی اتیلن مشبک با پوشش وینیل با پلی استر نبافته ساخته شده‌اند.

## فراگیری در جهان
کشورهای دارای کشتی گیر برتر در بازی‌های المپیک و مسابقات جهانی عبارتند از: ایران، ایالات متحده، روسیه و برخی از جمهوری‌های پیشین اتحاد جماهیر شوروی سابق به ویژه ارمنستان، گرجستان، اوکراین، ازبکستان، آذربایجان، قزاقستان، همچنین بلغارستان، ترکیه، مجارستان، کوبا، هند، کانادا، ژاپن، پاکستان، کره جنوبی و شمالی، آلمان و از نظر تاریخی سوئد و فنلاند.

## برای مطالعهٔ بیشتر
- International Federation of Associated Wrestling Styles (2006-12-01). "International Wrestling Rules: Greco-Roman Wrestling, Freestyle Wrestling, Women's Wrestling" (PDF). اتحادیه جهانی کشتی. Archived from the original (PDF) on 2011-06-07. Retrieved 2008-10-28.
- National Collegiate Athletic Association (2008-08-01). "2009 NCAA Wrestling Rules and Interpretations" (PDF). اتحادیه ملی ورزش دانشگاهی. Archived from the original (PDF) on February 19, 2009. Retrieved 2008-10-30.
- National Federation of State High School Associations (2008-08-01). 2008–09 NFHS Wrestling Rules Book. NFHS.